# Audi Q4 e-tron
Audi Q4 e-tron — полностью электрический кроссовер производства Audi AG, базирующийся на платформе Volkswagen Group MEB концерна Volkswagen. Выпускается в Цвиккау. Имея длину 4,59 м он расположился по размерам между Audi Q3 и Audi Q5.

## Описание модели
Audi Q4 e-tron был впервые показан публике в 2019 г. на Женевском автосалоне в качестве концептуального автомобиля. Серийное производство началось в марте 2021 г.
Q4 e-tron стал первой массовой моделью Audi с задним приводом. На месте решетки радиатора установлена имитация, а сам воздухозаборник расположен в нижней части бампера. Задний ряд сидений на 7 см выше переднего.
Audi Q4 e-tron можно заряжать мощностью до 125 кВт. Объём багажника Audi Q4 e-tron составляет 520 л под полкой, у купеобразного Спортбека, на той же платформе: 535 л. Со сложенными задними сиденьями: 1490 л или 1460 л соответственно.

### Безопасность
Летом 2021 года Euro NCAP-Краш-тест присвоил Audi Q4 e-tron пять из пяти возможных звёзд.

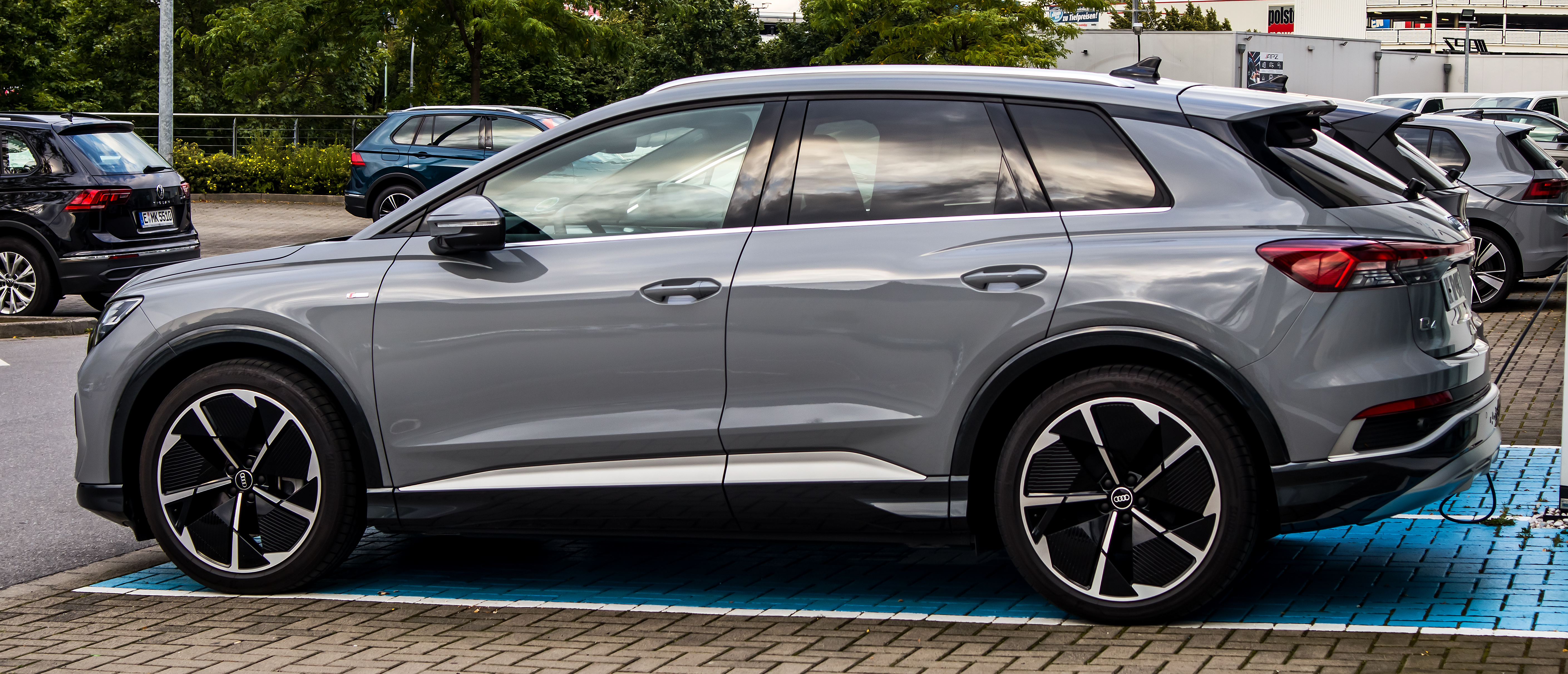
Вид сбоку
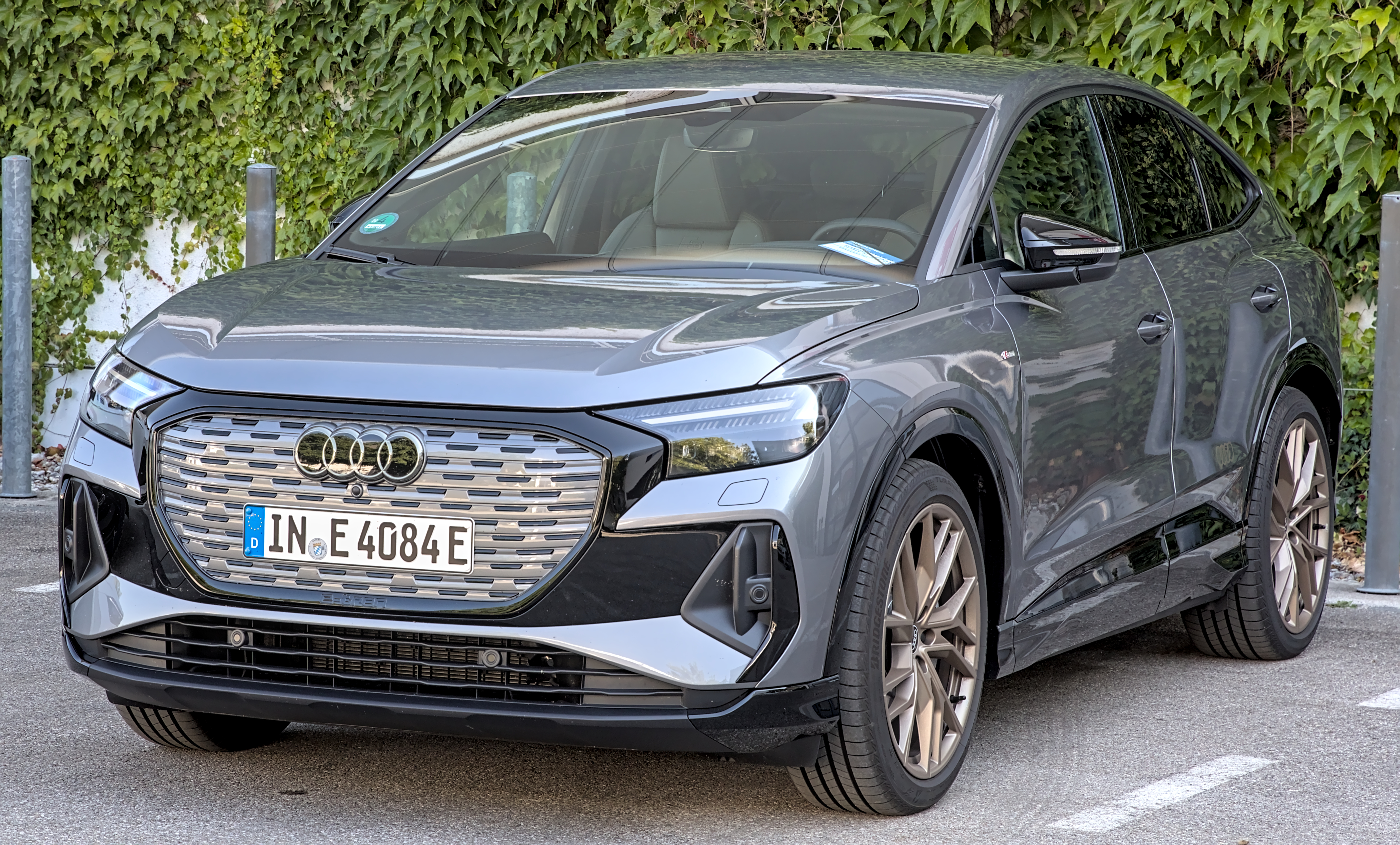
Audi Q4 Sportback e-tron
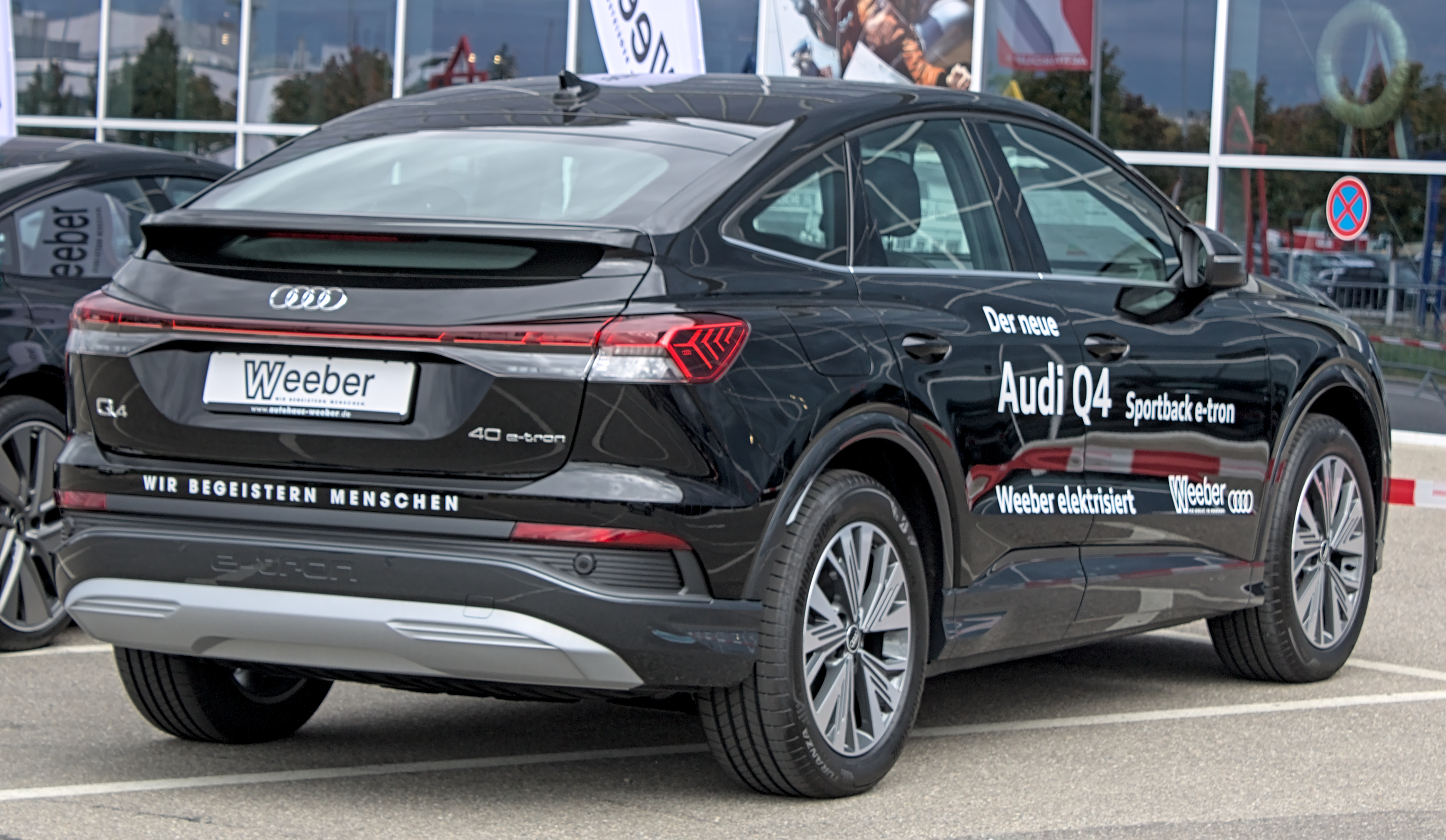
Вид сзади
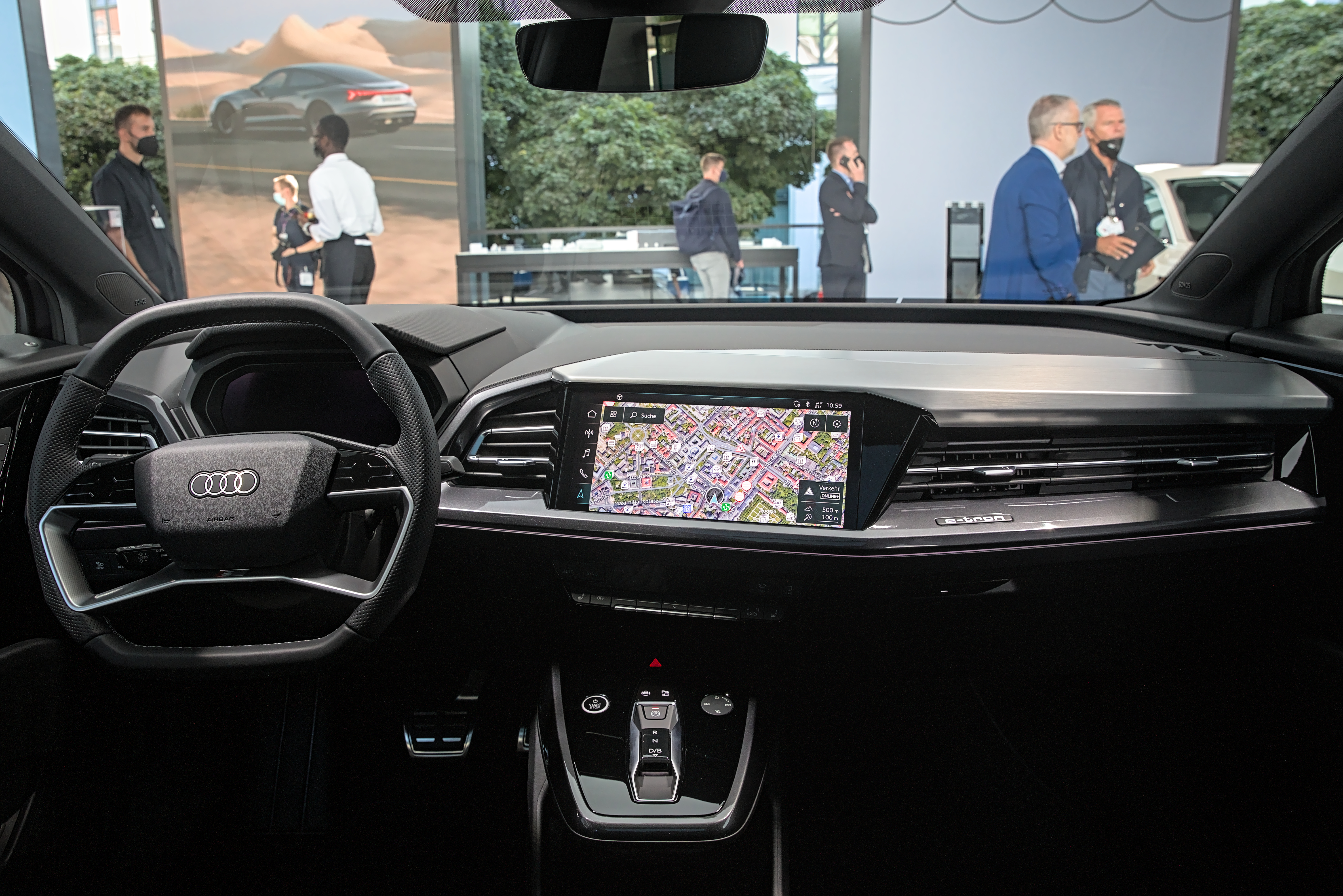
Салон
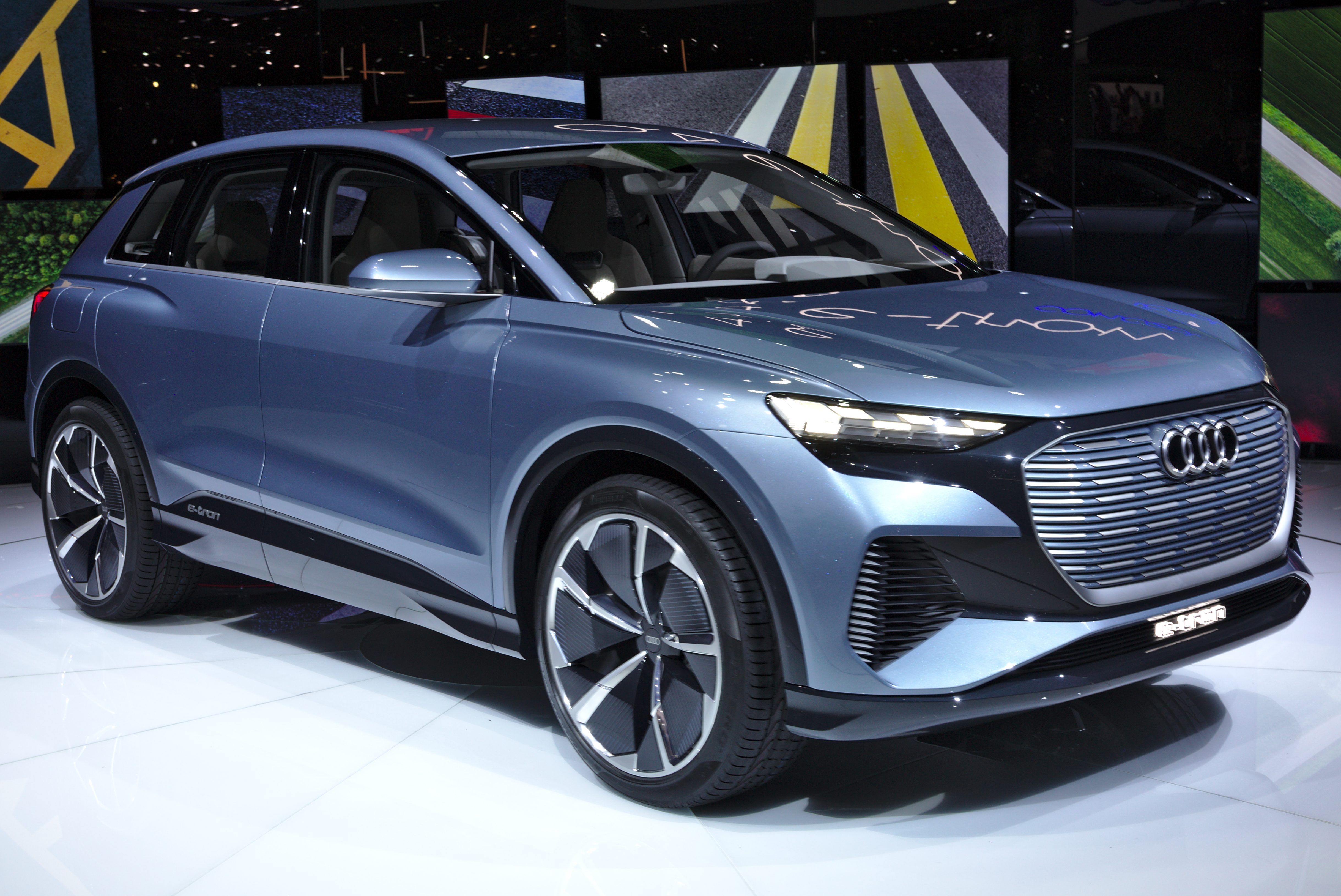
Концепт Audi Q4 e-tron на Женевском автосалоне

## Производство
За первый год производства — 2021 было выпущенно 27 519 Audi Q4 e-tron
.

## Технические характеристики
| Модель                              | 35 e-tron                   | 40 e-tron                   | 45 e-tron quattro              | 50 e-tron quattro              |
| ----------------------------------- | --------------------------- | --------------------------- | ------------------------------ | ------------------------------ |
| Годы производства                   | 03/2021 -                   | 03/2021 -                   | 07/2021 -                      | 04/2021 -                      |
| Тип двигателя                       | трёхфазный электродвигатель | трёхфазный электродвигатель | 2× трёхфазных электродвигателя | 2× трёхфазных электродвигателя |
| Максимальная мощность               | 125 кВт (170 л.с.)          | 150 кВт (204 л.с.)          | 195 кВт (265 л.с.)             | 195 кВт (265 л.с.)             |
| Мощность при продолжительном режиме | 70 кВт (95 л.с.)            | 70 кВт (95 л.с.)            | 77 кВт (105 л.с.)              | 77 кВт (105 л.с.)              |
| Крутящий момент                     | 310 Н⋅м                     | 310 Н⋅м                     | 425 Н⋅м                        | 460 Н⋅м                        |
| Привод                              | Задний привод               | Задний привод               | Полный привод                  | Полный привод                  |
| Вес с водителем                     | 1965 кг                     | 2125 кг                     | 2210 кг                        | 2210 кг                        |
| Грузоподъёмность                    | 510 кг                      | 515 кг                      | 510 кг                         | 510 кг                         |
| Вес аккумулятора                    | 350 кг                      | 500 кг                      | 500 кг                         | 500 кг                         |
| Разгон 0-100 км/ч                   | 9,0 с                       | 8,5 с                       | 6,9 с                          | 6,2 с                          |
| Максимальная скорость               | 160 км/ч                    | 160 км/ч                    | 180 км/ч                       | 180 км/ч                       |
| Ёмкость батареи, полная / полезная  | 55 кВт⋅ч / 51,5 кВт⋅ч       | 82 кВт⋅ч / 76,6 кВт⋅ч       | 82 кВт⋅ч / 76,6 кВт⋅ч          | 82 кВт⋅ч / 76,6 кВт⋅ч          |
| Тип аккумулятора                    | Литий-ионный                | Литий-ионный                | Литий-ионный                   | Литий-ионный                   |
| КСФ                                 | 0,28                        | 0,28                        | 0,28                           | 0,28                           |
| Запас хода (цикл WLTP)              | 308–341 км                  | 447–521 км                  | 412–490 км                     | 412–488 км                     |